# Delbert Mann
Delbert Mann, nome artístico de Delbert Martin Mann Jr., (Lawrence, 30 de Janeiro de 1920 - Los Angeles, 11 de Novembro de 2007) foi um realizador americano.

## Filmografia
- 1994  – Lily in Winter (televisão)
- 1994  – Incident in a small town (televisão)
- 1992  – Against her will: An incident in Baltimore (televisão)
- 1991  – Ironclads (televisão)
- 1988  – April morning (televisão)
- 1986  – The Last days of Patton (televisão)
- 1986  – The Ted Kennedy Jr. story (televisão)
- 1985  – A death in California (televisão)
- 1984  – Love leads the way: A true story (televisão)
- 1983  – Brontë
- 1983  – The Gift of love: A Christmas story (televisão)
- 1982  – The Member of the Wedding (televisão)
- 1981  – Night crossing
- 1981  – All the way home (televisão)
- 1980  – To find my son (televisão)
- 1979  – All quiet on the western front (televisão)
- 1979  – Torn between two lovers (televisão)
- 1978  – Thou shalt not commit adultery (televisão)
- 1978  – Tom and Joann (televisão)
- 1978  – Home to stay (televisão)
- 1978  – Love's dark ride
- 1978  – Breaking up (televisão)
- 1977  – Birch interval
- 1977  – Tell me my name (televisão)
- 1976  – Francis Gary Powers: The true story of the U-2 spy incident (televisão)
- 1975  – A Girl Named Sooner (televisão)
- 1975  – The Legendary Curse of The Hope Diamond (televisão)
- 1973  – The Man Without a Country (televisão)
- 1972  – No Place to Run (televisão)
- 1972  – She Waits (televisão)
- 1971  – Kidnapped
- 1970  – Jane Eyre (filme de 1970)
- 1969  – David Copperfield (TV)
- 1968  – Saturday Adoption (televisão)
- 1968  – Heidi (TV)
- 1968  – The Pink Jungle
- 1967  – Fitzwilly
- 1966  – Mister Buddwing
- 1964  – Dear Heart
- 1964  – Quick Before it Melts
- 1963  – A Gatherin of Eagles
- 1962  – That Touch of Mink
- 1961  – The Outsider
- 1961  – Lover Come Back
- 1960  – The Dark at the Top of the Stairs
- 1959  – Middle of The Night
- 1958  – Separate Tables
- 1958  – Desire Under the Elms
- 1957  – The Bachelor Party
- 1955  – Marty
- 1953  – Marty (TV)

## Prémios e nomeações
- Ganhou o Óscar de Melhor Realizador, por "Marty" (1955).
- Recebeu uma nomeação ao Globo de Ouro de Melhor Realizador, por "Separate tables" (1958).
- Ganhou o Prémio Bodil de Melhor Filme Americano, por "Marty" (1955).
- Ganhou a Palma de Ouro no Festival de Cannes, por "Marty" (1955).